# Лоро Борічі (стадіон)

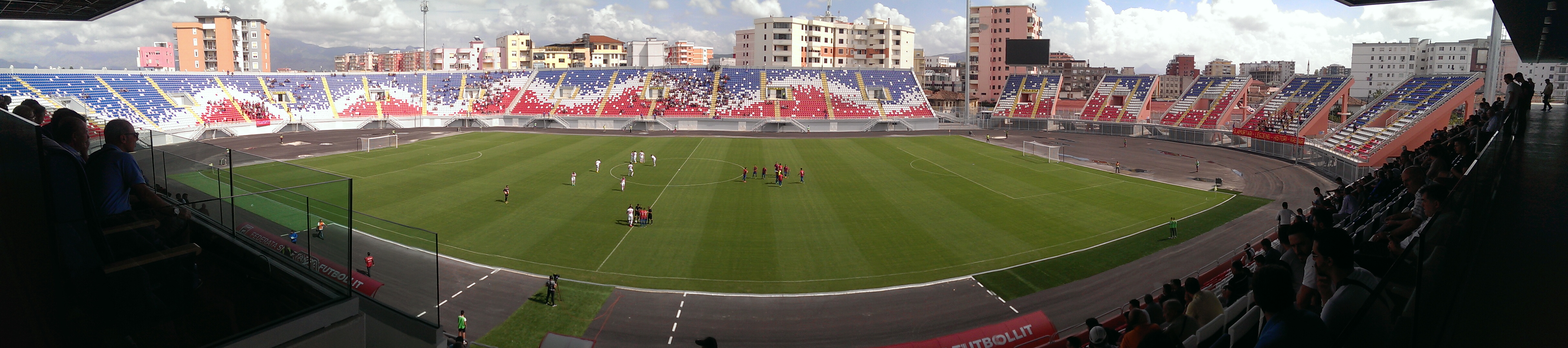
Поле стадіону «Лоро Борічі»

Стадіон «Лоро Борічі» (алб. Stadiumi Loro Boriçi) — багатофункціональний стадіон у Шкодрі, Албанія, який використовують переважно для футбольних матчів, зокрема — як гостьова арена клубу «Влазнія». Стадіон було збудовано 1952 року і названо на честь комуністичного партизана Войо Куші. У 1980-их внаслідок реконструкції місткість стадіону було збільшено до 15 тис. 1990 року після падіння комунізму в Албанії стадіон було перейменовано на честь колишнього футболіста «Влазнії» Лоро Борічі. У 2015-16 роках стадіон було перебудовано в сучасний стадіон 16 022 сидячих місця. Стадіон також другий найбільший в Албанії після стадіону «Кемаль Стафа» у Тирані. 